# بوكهورست هيل (محطة مترو أنفاق لندن)
بوكهورست هيل (بالإنجليزية: Buckhurst Hill)‏ هي إحدى محطات مترو أنفاق لندن. تقع على خط سينترال افتتحت في المنطقة (Zone) رقم 5 في 22 أغسطس 1856.

## معرض صور

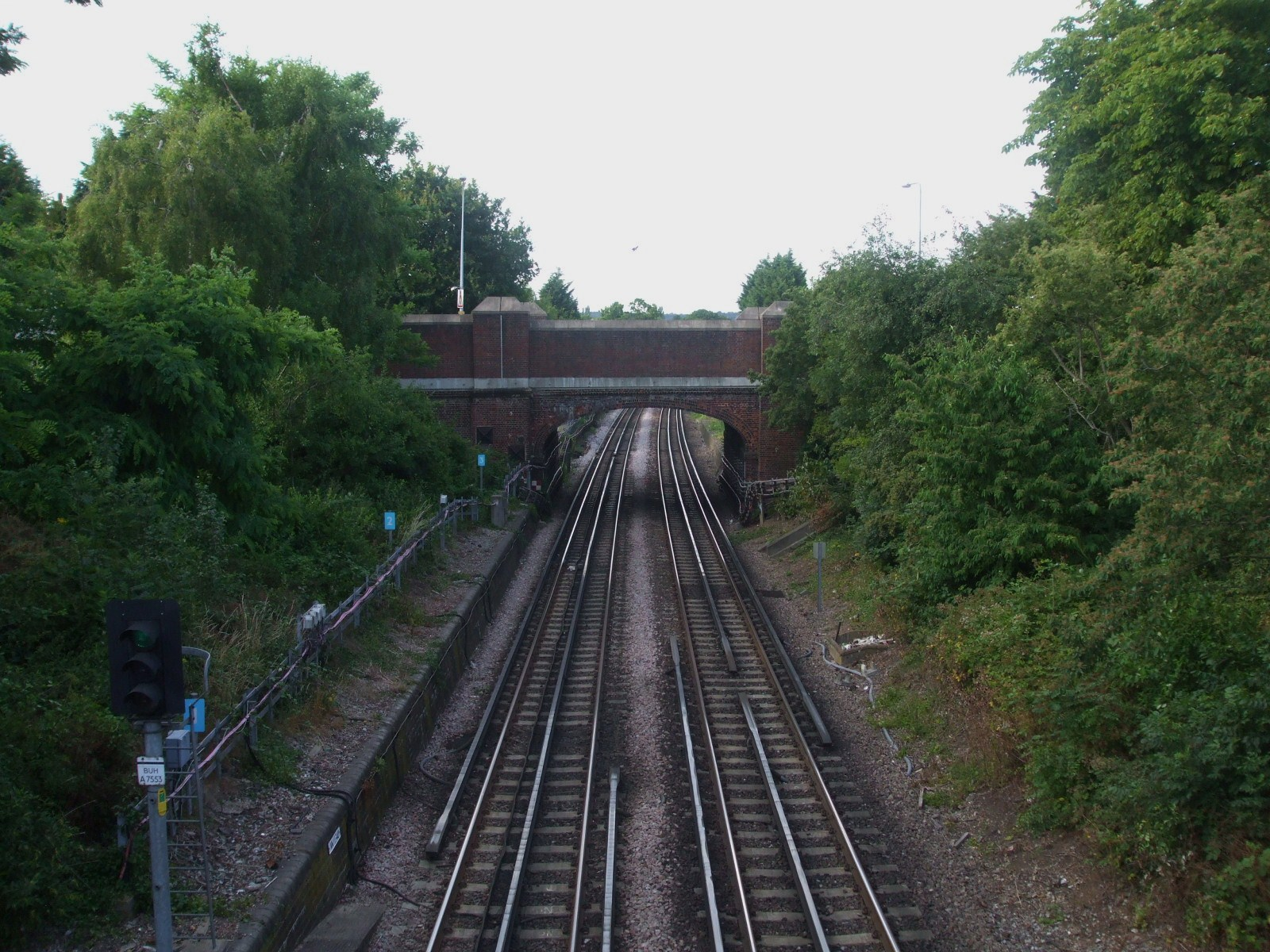
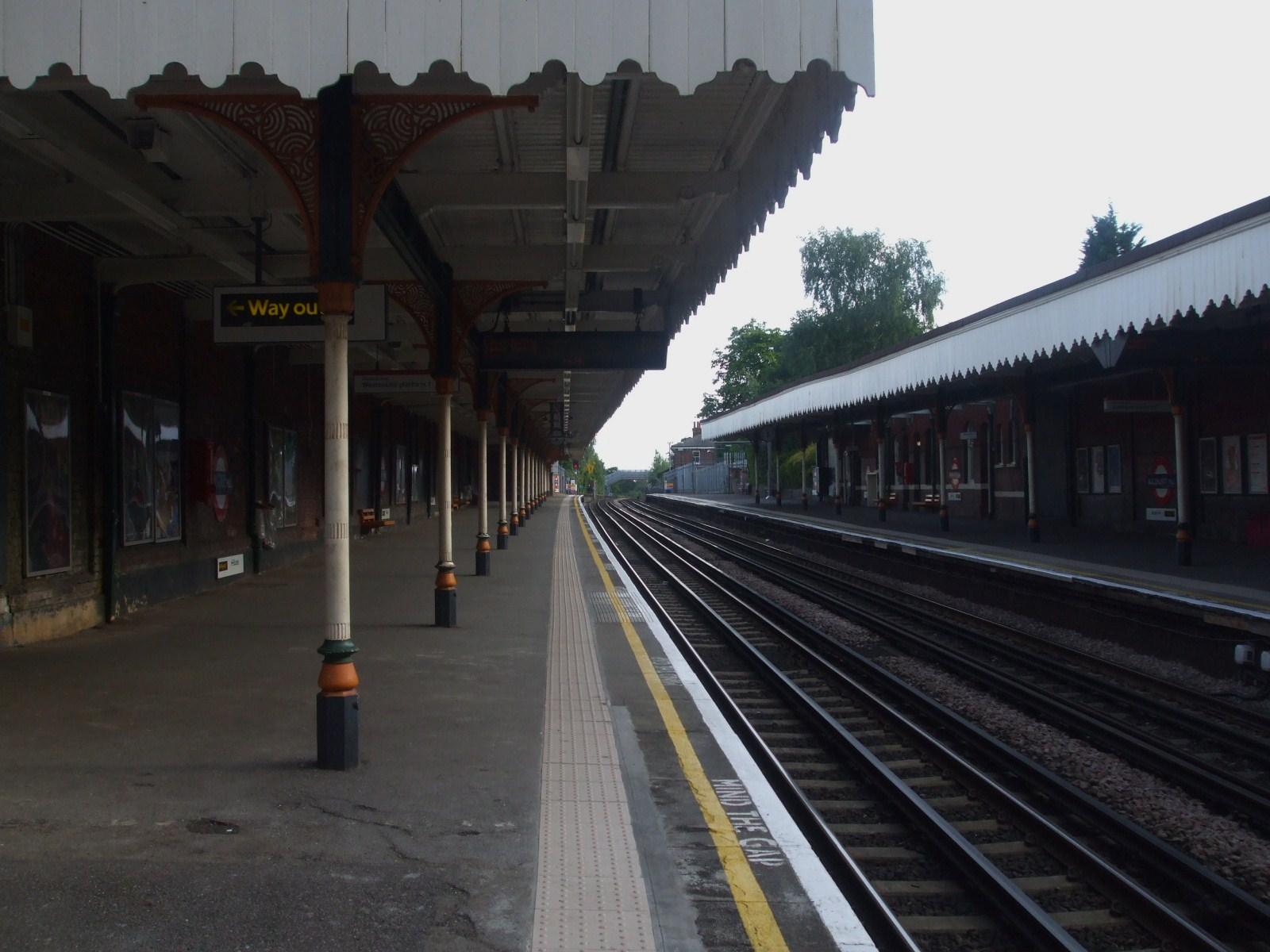
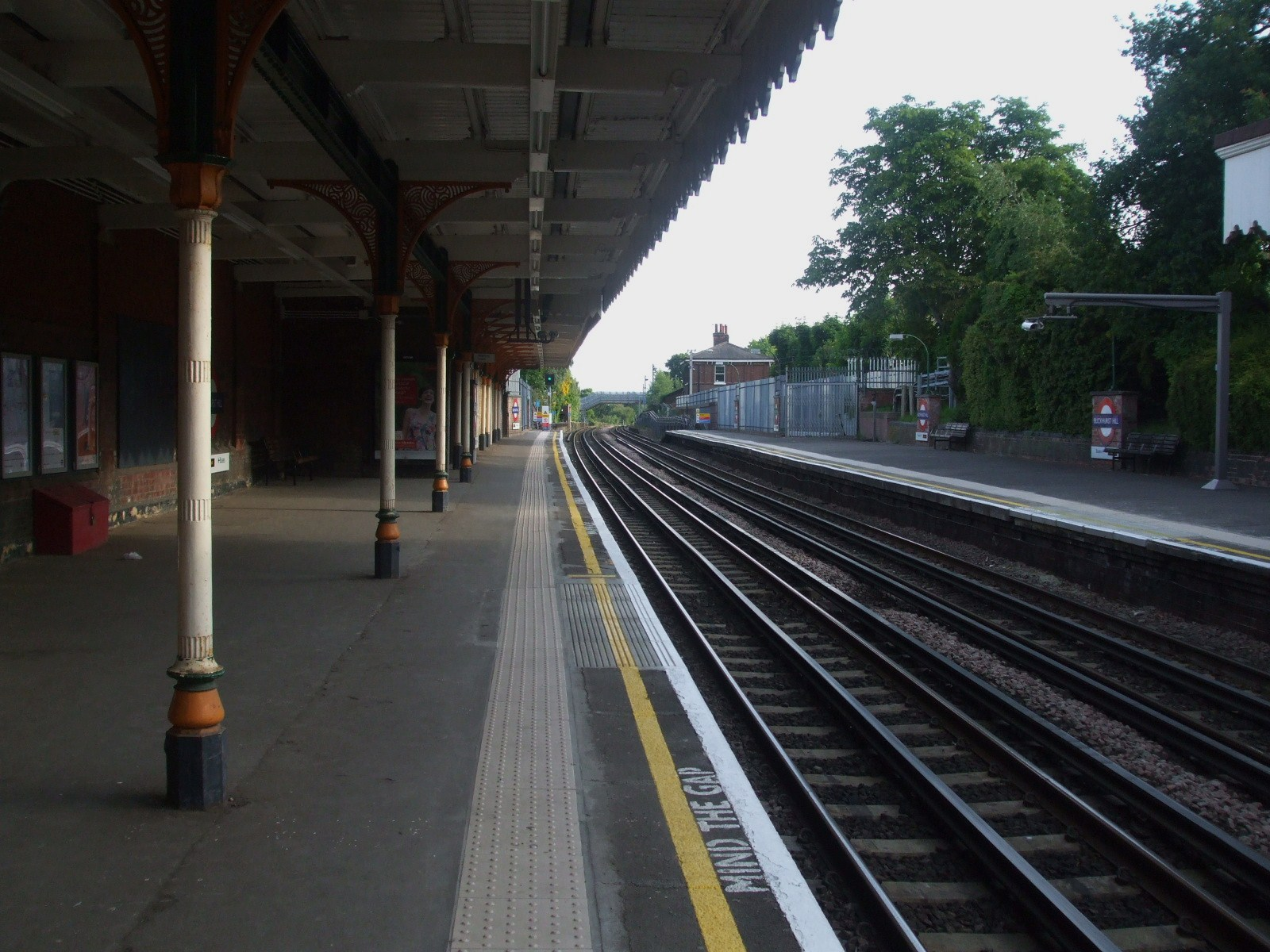
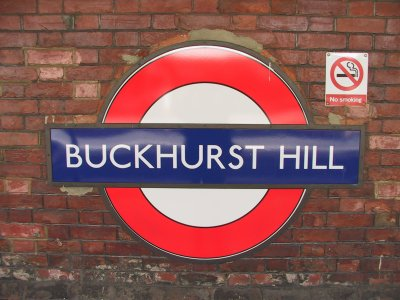
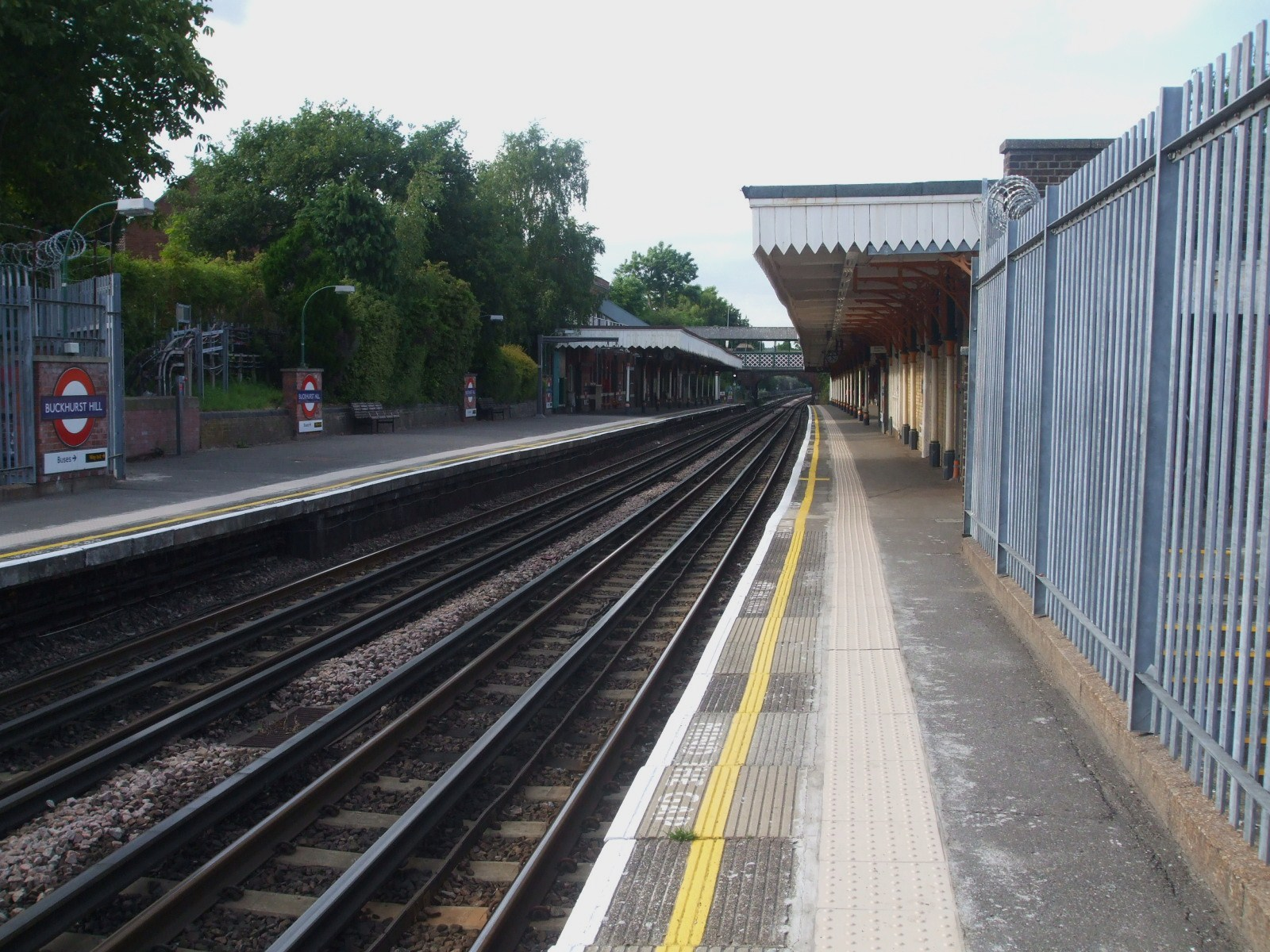
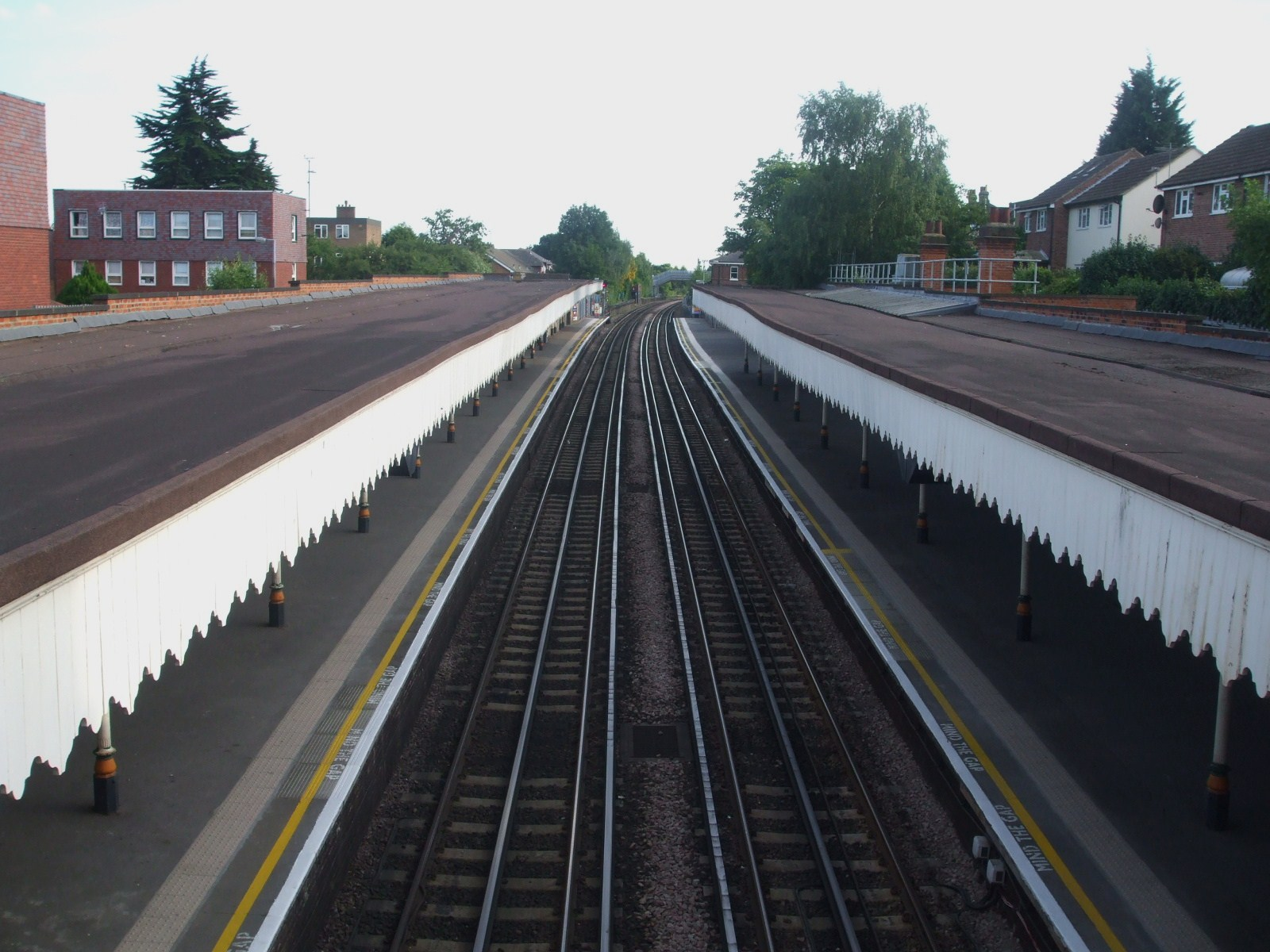